# مسجد مناستير (إسطنبول)
مسجد مناستير (بالأذرية: Monastır məscidi، بالأردية: مناستیر مسجد، استنبول، بالإنجليزية: Manastır Mosque, Istanbul، بالتركية: Manastır Mescidi)
يعرف أيضا باسم مسجد الشاويش مصطفى (بالتركية: MUSTAFA ÇAVUŞ CAMİİ أو Mustafa Çavuş Mescidi) هو كنيسة أرثوذكسية سابقة حوّلها العثمانيون إلى مسجد. لم تُمكّن الحفريات الأثرية ولا مصادر العصور الوسطى من إيجاد إجابة مُرضية بشأن تكريسها الأصلي ككنيسة. مع ذلك، فمن المحتمل أن المبنى الصغير كان جزءًا من دير بيزنطي. يعتبر هذا المبنى مثالاً بسيطًا للعمارة البيزنطية في القسطنطينية، وهو مهم لأسباب تاريخية.

## التاريخ
بعد فترة وجيزة من فتح القسطنطينية، قام الشاويش مصطفى، أحد اتباع محمد الفاتح، بتحويل المبنى إلى مُصلى. خلال الأعوام 1956-1958، تم هدم المباني الفوضوية حول المسجد الصغير، وتوقف استخدامه كمكان للعبادة.